# Die Verlobte
Die Verlobte é um filme alemão oriental de 1980, dirigido por Günter Reisch e Günther Rücker. 
Rebatizado em inglês como The Fiancee, foi selecionado como representante da Alemanha Oriental à edição do Oscar 1981, organizada pela Academia de Artes e Ciências Cinematográficas.

## Elenco
- Jutta Wachowiak - Hella Lindau
- Regimantas Adomaitis - Reimers
- Slávka Budínová - Lola
- Christine Gloger - Frenzel
- Inge Keller - Irene
- Käthe Reichel - Olser
- Hans-Joachim Hegewald - Hensch
- Barbara Zinn - Elsie
- Katrin Saß - Barbara
- Ewa Zietek - Hilde
- Ursula Braun - Naudorf